# 自我鞭笞

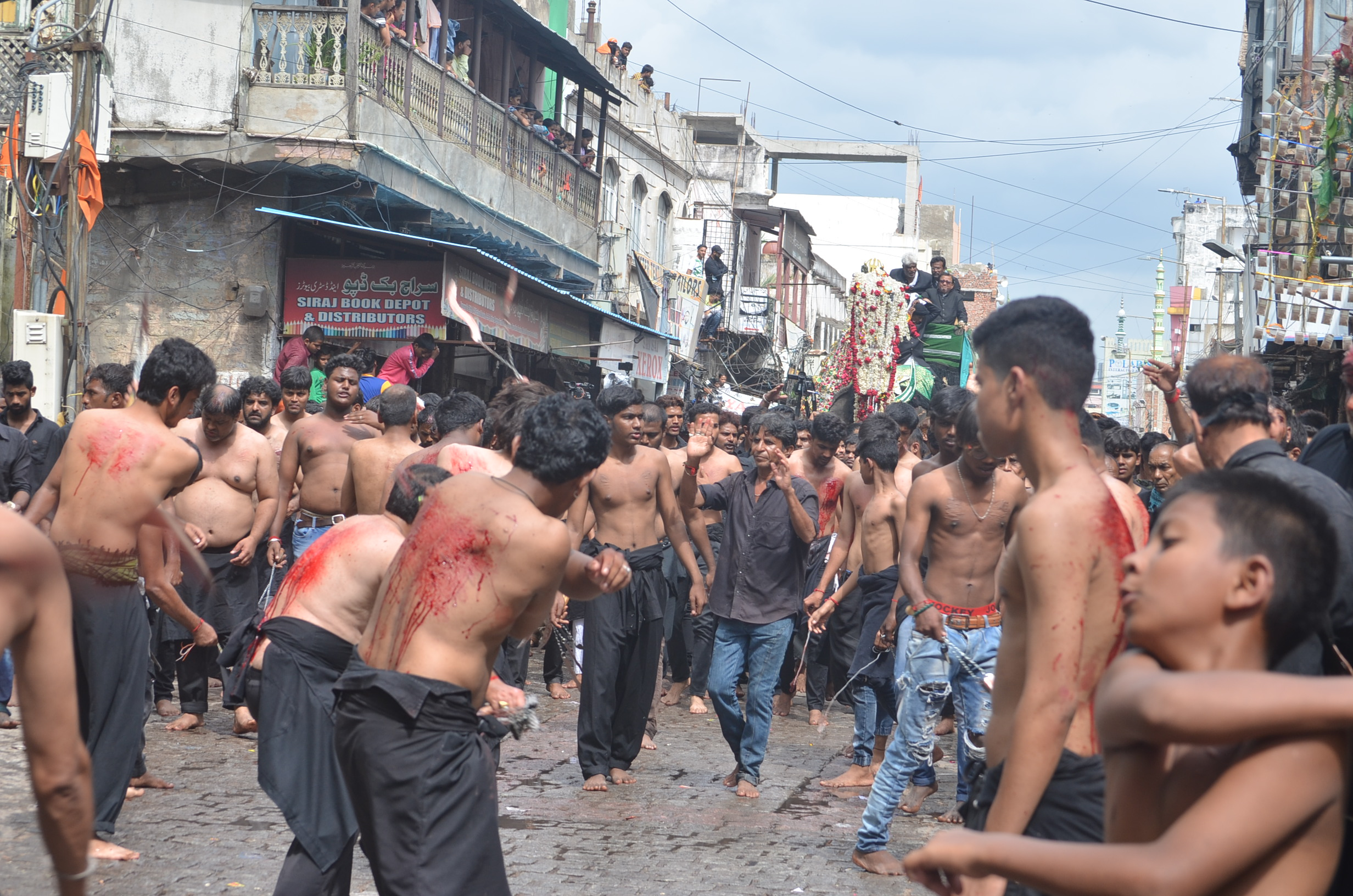
印度海得拉巴的穆斯林进行自笞，悼念侯赛因·伊本·阿里的殉难

自我鞭笞（英語：Self-flagellation）是用鞭子或其他造成疼痛的工具，鞭笞自己的一种戒律和奉献方式。 以基督宗教为例，自我鞭笞是在肉体禁欲教义的背景下进行，被视为一种精神训练； 它通常被用作一种苦行修炼，目的是让鞭笞者分担耶稣的苦难，将他们的注意力集中在上帝身上。
实行自笞的主要宗教，包括基督教和伊斯兰教的部分分支；埃及和希腊罗马的一些教派成员，也会实行这种仪式。

## 基督宗教

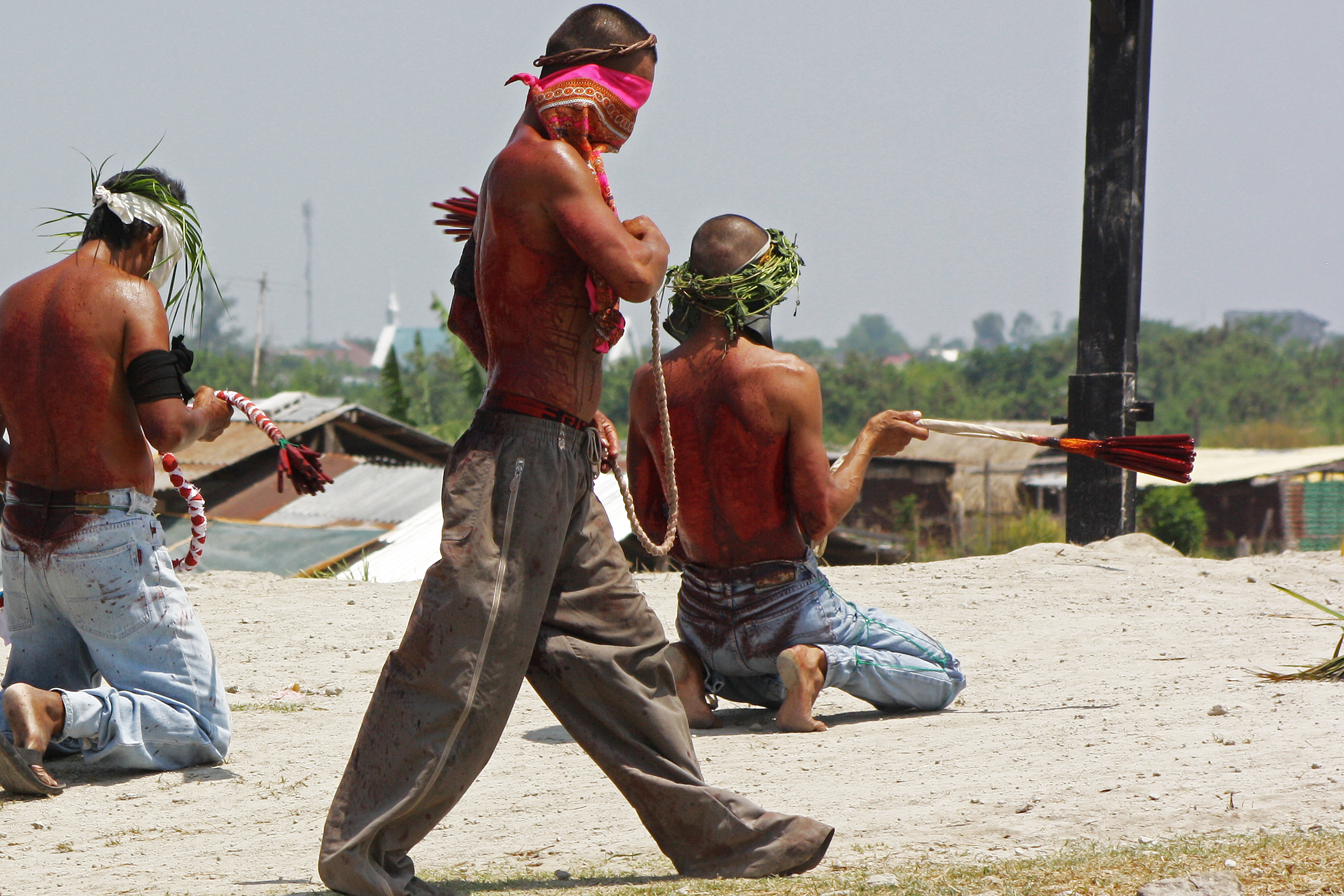
菲律宾圣周期间进行釘十字架 (菲律賓)的忏悔者（magdarame）

基督教历史中的基督徒曾进行过各种形式的肉体禁欲，包括自我否定、穿粗布制成的苦行衣和戴锁链、禁食和自我鞭笞（通常使用一种被称为“惩戒之鞭”的鞭子）。 有些基督徒引用《圣经》中的文字为这种仪式辩护，例如：有些解经家引用使徒保罗所述“我要克制自己的身体” （《哥林多前書》第9章第27节参），将其解释为自我施加的身体鞭笞。 进行过自笞的著名基督徒，包括：新教改革家馬丁·路德； 以及公理宗作家萨拉·奥斯本，她进行自我鞭笞是要“提醒自己在上帝眼中持续的罪孽、堕落和卑鄙。” 普世聖公宗内部的牛津运动成员，以戒律形式进行自我鞭笞已经变得“相当普遍”。
11世纪，罗马天主教本笃会修士伯多祿·達彌盎教导信众，灵性应该通过体罚来体现，他告诫那些追随基督的人，要在背诵四十篇詩篇的时间内进行自我鞭笞，并在教會年曆的圣日增加鞭笞的次数；達彌盎同时认为，只有与基督一同受苦的人才能得救。 整个基督教历史之中，肉体禁欲（即拒绝身体上的享乐）是神职人员普遍遵循的做法，尤其是在基督教修道院和女修道院。自我鞭笞也是一种惩罚形式，是对不服从的神职人员和俗人进行忏悔的手段。
13世纪，一群被称为“鞭笞派”的罗马天主教徒，将这种做法推向极端；黑死病期间，人们认为这是通过洗清罪恶来对抗瘟疫的一种方式。1349年，教皇克勉六世将“鞭笞派”定为非正统的宗教崇拜信仰。:144
16世纪，日本基督教也有自我鞭笞仪式。当时，被耶稣会传教士转变成基督徒的日本人，对耶稣受难深表同情，他们乐于自我鞭笞以表达虔诚，最早的记录出现在1555年九州丰后和平户地区。 日本信徒在游行过程中戴着荆棘冠冕，背着十字架，前往被他们指定为十字架山的地方。
基督徒为选择自我鞭笞给出各种理由，其中一个主要原因是模仿基督受难时的痛苦。由于耶稣在被钉十字架前被鞭打，许多人认为鞭笞自己是一种更接近耶稣的方式，也是对那次鞭笞的提醒。 许多早期基督徒认为，为了更接近上帝，一个人需要真正经历基督的痛苦。 他们之中的一些人认为，使徒保罗在《羅馬書》和《歌羅西書》的书信中，暗示要造成身体伤害才能更接近上帝。
自我鞭笞也被视为一种净化形式，通过净化灵魂来忏悔世俗的放纵。自我鞭笞也被用作今生的惩罚，以避免来世的惩罚。 自我鞭笞也被视为一种控制身体的方式，以便只关注上帝。通过鞭笞自己，令人从世俗的享乐中分心，能够全神贯注于崇拜上帝。 自我鞭笞也是为了感谢上帝回应祈祷，或者为驱逐身体中的邪灵（参见驱魔）。 时至今日，自我鞭笞的流行度已经下降，一些虔诚的基督徒选择通过禁食或戒除享乐（参见大斋期牺牲）等行为，来实践肉体的禁欲。
在基督教传统中，对于自我鞭笞是否有益于精神存在争议，多位宗教领袖都谴责过这些行为及其围观群众，例如教皇若望保祿二世也曾呵斥过自我鞭笞。 认同自我鞭笞的人认为，他们需要在精神上分担耶稣的苦难，并继续不间断地实践，无论是在公开还是私下采取行动。

## 犹太教
犹太教教义严格禁止自我伤害，但是一些犹太男性会在赎罪日前一天，举行象征性的自我鞭笞仪式。《旧约圣经》中诸如“你们要守为圣会，要刻苦己心”（《利未記》第23章第27节参）等段落，被用来为这些行为辩护。中世纪时期，男人鞭打自己后背39次，是一种常见的宗教仪式。 然而自圣经时代以来，犹太教在很大程度上将赎罪日视为精神的赎罪，通过禁食和自省，以及对“刻苦己心”诫命的其他解释来实现，而不涉及对自我身体的伤害。

## 伊斯兰教

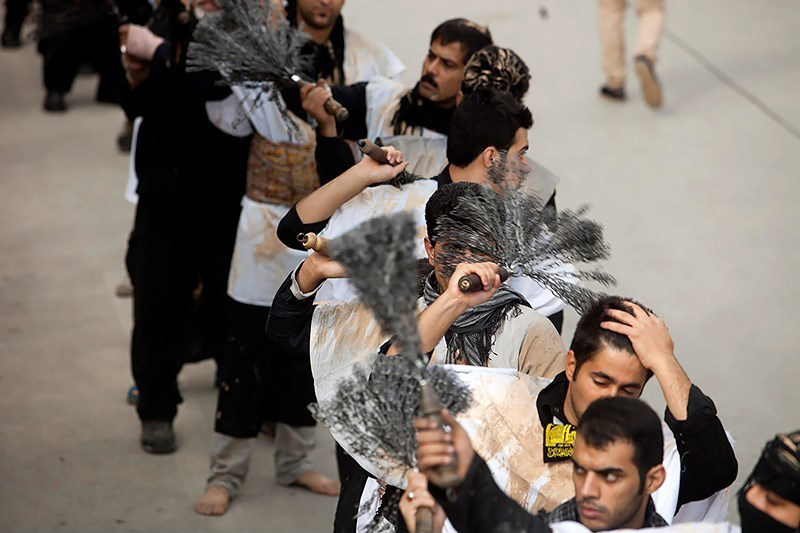
伊朗用锁链击打自己的信徒

十二伊玛目派的许多信徒试图通过自我鞭笞，来效仿伊玛目侯赛因，犹如基督徒试图效仿耶稣基督。这可以通过公开的马塔姆仪式（matam）进行，什叶派中相对应的鞭笞者称为马塔姆达里（matamdari）。马塔姆仪式通过参与者之间共同的宗教信仰，建立深厚的联系，从而重申自己的信仰和人际关系。尽管这种仪式具有暴力性质，但与之相关的信念使其成为一种受部分人肯定的宗教仪式。 每年阿舒拉节（即穆哈兰姆月的哀悼日）在世界各地的许多什叶派社区，都会举行大规模的游行活动，纪念卡尔巴拉战役和伊玛目侯赛因的殉难。在这些游行当中，有些信徒会用“锁链鞭”（zanjerzani）、赤掌击打自己的胸部或割伤自己，罕见情况会用刀刃等尖锐物体击打自己的后背。这种情况在许多国家都有发生，包括：印度、巴基斯坦、伊拉克、阿富汗、伊朗、沙特阿拉伯、黎巴嫩、美国和澳大利亚。
伊斯兰教对自我鞭笞持有争议的态度，有些什叶派领袖认为这是违反教律的行为，伊朗和沙特阿拉伯法律实际上禁止这些活动。2008年，英国埃克尔斯镇的一名居民，被指控鼓励其子女自我鞭笞，此案件引发人们对自我鞭笞的广泛谴责。认同自我鞭笞者称不应鼓励儿童自我伤害，但认为由成年人自愿实施的自我鞭笞仪式，具有重要的宗教意义。 然而，一些什叶派领袖也担心这种做法会损害宗教声誉，建议人们改为献血。